# Niedernhausen (Fischbachtal)
Niedernhausen (mundartlich: Hause) ist mit rund 1500 Einwohnern (mundartlich: Haiser) der größte Ortsteil der Gemeinde Fischbachtal im südhessischen Landkreis Darmstadt-Dieburg und Sitz der Gemeindeverwaltung.

## Geographie
Niedernhausen liegt ca. 14 km südwestlich von Dieburg im Granitgebiet des Vorderen Odenwalds beiderseits des Fischbachs, dessen Tal sich nach Nordosten zur Gersprenzniederung bei Groß-Bieberau öffnet. Im Westen des Ortskerns erhebt sich auf einem steilen bewaldeten Bergkegel Schloss Lichtenberg.
Der Ortsteil Niedernhausen besteht aus der 450 Hektar großen Gemarkung Niedernhausen. Sie umfasst 450 Hektar, davon sind 194 Hektar bewaldet (Stand: 1961). Innerhalb der Gemarkung befinden sich die folgenden aktuellen bzw. historischen Siedlungsplätze:
- Hof „Im Buchenberg“[7]
- Wüstung Waldhausen[8]

Die an der westlichen Talseite gelegenen Siedlung Obernhausen gehört heute zur Gemarkung Lichtenberg, in die er schon früh eingegliedert wurde. Die höchste Erhebung mit 347 Meter liegt im Süden der Gemarkung auf dem Höhenrücken oberhalb des Walddistrikts Strieth an der Grenze zu Fränkisch-Crumbach.
Die nächstgelegenen Ortschaften sind im Westen Lichtenberg, im Südwesten Billings, im Süden Nonrod, im Osten Wersau und im Norden Groß-Bieberau. Durch den Ortsteil führt die Landesstraße 3102.

## Geschichte

### Ortsgeschichte
Erstmals urkundlich erwähnt wurde das Dorf im Jahre 1256 in einer Schenkungsurkunde an das Kloster Himmelthal. Weitere Erwähnungen erfolgten unter den Ortsnamen (in Klammern das Jahr der Erwähnung): Husen under Lichtenberg (1347), Zweynhusen gelegen under Lichtenberg (1384), Niedern- und Obernhausen, Husen, gelegen under Lichtenberg (1388), Haußen under Lichtenperg (1545), Husen inferior (16. Jahrhundert), Hawsen under Liechtenbergk (1568), Haußen under Lichtenberg (1670) und Wald-Hausen; jetzt Niedernhausen (1783).
Im 14. und 15. Jahrhundert gehört das Dorf zum Besitz der Grafen von Katzenelnbogen und wechselt mit deren Aussterben in den Besitz der Landgrafschaft Hessen. Niedernhausen (früher Waldhausen) lag im Gerichtsbezirk der Zent Oberramstadt. Die Zent war in sogenannte „Reiswagen“ eingeteilt, denen jeweils ein Oberschultheiß vorstand, die dem Zentgrafen unterstellt waren. Dieser Bezirk hatte einen Frachtwagen (Reiswagen) einschließlich Zugtieren und Fuhrknechten für Feldzüge bereitzustellen.
Niedernhausen gehörte zum „Großbieberauer Reiswagen“, dem Waldhausen, bestehend aus den Orten Niedernhausen, Billings, Meßbach und Nonrod, sowie die Dörfer Rodau, Wersau und Steinau angehörten. Die gesamte Zent Oberramstadt war dem Amt Lichtenberg zugeteilt. Diese Einteilung bestand noch bis zum Beginn des 19. Jahrhunderts.
Die Statistisch-topographisch-historische Beschreibung des Großherzogthums Hessen berichtet 1829 über Niedernhausen:

„Niedernhausen (L. Bez. Reinheim) luth, Filialdorf; liegt am Fuße des Lichtenberger Bergs an dem Fischbach und 11⁄4 St. von Reinheim. Man findet 54 Häuser, 421 Einw., die bis auf 1 Reform. lutherisch sind, und 1 Mahl- und Schneidemühle. – Im Jahr 1398 wurde Eberhard, Graf von Katzenellenbogen vom Pfalzgrafen Ruprecht mit diesem Dorfe belehnt. Die Kalben von Reinheim hatten hier ein Hubengericht, welches ein Spanheimisches Lehen gewesen war.“

1436 wurde eine St. Jost-Kapelle am südöstlichen Ortsrand (im Wald) erbaut, 1818 wurden deren Überreste abgebrochen. 1890 wurde die heutige evangelische Pfarrkirche im neogotischen Stil erbaut, die „Johannes der Täufer“-Kirche. Das alte Schulhaus wurde 1841 errichtet. Es ist heute Sitz der Gemeindeverwaltung.
Bis 1839 lagen die Orte Niedernhausen, Billings, Messbach und Nonrod in der gemeinsamen Mark Waldhausen. In demselben Jahr wurde sie in vier Gemarkungen aufgeteilt nach der Zahl der Ortsbürger am Stichtag 16. Juni 1823.
Hessische Gebietsreform (1970–1977)
Niedernhausen war fortan eine eigenständige Gemeinde bis zum freiwilligen Zusammenschluss mit den Gemeinden Steinau, Lichtenberg, Nonrod, Billings und Meßbach zur neuen Gemeinde Fischbachtal zum 31. Dezember 1971 im Zuge der Gebietsreform in Hessen. Für jede dieser früheren Gemeinden wurde ein Ortsbezirk eingerichtet. Die Gemeindeverwaltung erhielt ihren Sitz im Ortsteil Niedernhausen.

### Verwaltungsgeschichte im Überblick
Die folgende Liste zeigt die Staaten und Verwaltungseinheiten, denen Niedernhausen angehört(e):
- vor 1479: Heiliges Römisches Reich, Grafschaft Katzenelnbogen, Obergrafschaft Katzenelnbogen (1430 zur Kellerei Lichtenberg)
- ab 1479: Heiliges Römisches Reich, Landgrafschaft Hessen (durch Erbfall), Obergrafschaft Katzenelnbogen
- ab 1567: Heiliges Römisches Reich, Landgrafschaft Hessen-Darmstadt, Obergrafschaft Katzenelnbogen, (1787: Amt Lichtenberg, Zent Oberramstadt, Groß-Bieberauer Reiswagen)
- ab 1803: Heiliges Römisches Reich, Landgrafschaft Hessen-Darmstadt, Fürstentum Starkenburg, Amt Lichtenberg
- ab 1806: Großherzogtum Hessen,[Anm. 2] Fürstentum Starkenburg, Amt Lichtenberg[21]
- ab 1815: Großherzogtum Hessen[Anm. 3], Provinz Starkenburg, Amt Lichtenberg
- ab 1821: Großherzogtum Hessen, Provinz Starkenburg, Landratsbezirk Reinheim[Anm. 4]
- ab 1832: Großherzogtum Hessen, Provinz Starkenburg, Kreis Dieburg
- ab 1848: Großherzogtum Hessen, Regierungsbezirk Dieburg
- ab 1852: Großherzogtum Hessen, Provinz Starkenburg, Kreis Dieburg
- ab 1871: Deutsches Reich,[Anm. 5] Großherzogtum Hessen, Provinz Starkenburg, Kreis Dieburg
- ab 1918: Deutsches Reich,[Anm. 6] Volksstaat Hessen, Provinz Starkenburg, Kreis Dieburg
- ab 1938: Deutsches Reich, Volksstaat Hessen, Landkreis Dieburg[22][Anm. 7]
- ab 1945: Deutsches Reich, Amerikanische Besatzungszone,[Anm. 8] Groß-Hessen, Regierungsbezirk Darmstadt, Landkreis Dieburg
- ab 1946: Deutsches Reich, Amerikanische Besatzungszone, Land Hessen, Regierungsbezirk Darmstadt, Landkreis Dieburg
- ab 1949: Bundesrepublik Deutschland, Land Hessen, Regierungsbezirk Darmstadt, Landkreis Dieburg
- ab 1971: Bundesrepublik Deutschland, Land Hessen, Regierungsbezirk Darmstadt, Landkreis Dieburg, Gemeinde Fischbachtal[Anm. 9]
- ab 1977: Bundesrepublik Deutschland, Land Hessen, Regierungsbezirk Darmstadt, Landkreis Darmstadt-Dieburg, Gemeinde Fischbachtal

### Gerichte
Niedernhausen gehörte zum Zentgericht Oberramstadt. In der Landgrafschaft Hessen-Darmstadt wurde mit Ausführungsverordnung vom 9. Dezember 1803 das Gerichtswesen neu organisiert. Für das Fürstentum Starkenburg wurde das „Hofgericht Darmstadt“ eingerichtet. Es war für normale bürgerliche Streitsachen Gericht der zweiten Instanz, für standesherrliche Familienrechtssachen und Kriminalfälle die erste Instanz. Übergeordnet war das Oberappellationsgericht Darmstadt. Die Rechtsprechung der ersten Instanz wurde durch die Ämter bzw. Standesherren vorgenommen.
Damit war für Niedernhausen das Amt Lichtenberg zuständig. Die Zentgerichte hatten damit ihre Funktion verloren.
Mit Bildung der Landgerichte im Großherzogtum Hessen war ab 1821 das Landgericht Lichtenberg das Gericht erster Instanz, zweite Instanz war das Hofgericht Darmstadt. Es folgten:
- ab 1848: Landgericht Reinheim (Verlegung von Lichtenberg nach Reinheim), zweite Instanz: Hofgericht Darmstadt
- ab 1879: Amtsgericht Reinheim, zweite Instanz: Landgericht Darmstadt
- ab 1968: Amtsgericht Darmstadt mit der Auflösung des Amtsgerichts Reinheim, zweite Instanz: Landgericht Darmstadt

## Bevölkerung

### Einwohnerstruktur 2011
Nach den Erhebungen des Zensus 2011 lebten am Stichtag, dem 9. Mai 2011, in Niedernhausen 1311 Einwohner. Darunter waren 78 (5,9 %) Ausländer. Nach dem Lebensalter waren 246 Einwohner unter 18 Jahren, 546 zwischen 18 und 49, 282 zwischen 50 und 64 und 234 Einwohner waren älter.
Die Einwohner lebten in 534 Haushalten. Davon waren 120 Singlehaushalte, 156 Paare ohne Kinder und 201 Paare mit Kindern, sowie 51 Alleinerziehende und 6 Wohngemeinschaften. In 93 Haushalten lebten ausschließlich Senioren und in 378 Haushaltungen keine Senioren.

### Einwohnerentwicklung
| • 1800: | 181 Einwohner            |
| • 1806: | 266 Einwohner, 36 Häuser |
| • 1829: | 421 Einwohner, 54 Häuser |
| • 1867: | 528 Einwohner, 70 Häuser |

| Niedernhausen: Einwohnerzahlen von 1800 bis 2023 | Niedernhausen: Einwohnerzahlen von 1800 bis 2023 | Niedernhausen: Einwohnerzahlen von 1800 bis 2023 | Niedernhausen: Einwohnerzahlen von 1800 bis 2023 | Niedernhausen: Einwohnerzahlen von 1800 bis 2023 |
| --- | ------------------------------------------------ | ------------------------------------------------ | ------------------------------------------------ | ------------------------------------------------ |
| Jahr |                                                  |                                                  |                                                  | Einwohner                                        |
| 1800 | 1800                                             |                                                  | 181                                              | 181                                              |
| 1806 | 1806                                             |                                                  | 266                                              | 266                                              |
| 1829 | 1829                                             |                                                  | 421                                              | 421                                              |
| 1834 | 1834                                             |                                                  | 471                                              | 471                                              |
| 1840 | 1840                                             |                                                  | 506                                              | 506                                              |
| 1846 | 1846                                             |                                                  | 555                                              | 555                                              |
| 1852 | 1852                                             |                                                  | 486                                              | 486                                              |
| 1858 | 1858                                             |                                                  | 451                                              | 451                                              |
| 1864 | 1864                                             |                                                  | 511                                              | 511                                              |
| 1871 | 1871                                             |                                                  | 513                                              | 513                                              |
| 1875 | 1875                                             |                                                  | 543                                              | 543                                              |
| 1885 | 1885                                             |                                                  | 533                                              | 533                                              |
| 1895 | 1895                                             |                                                  | 507                                              | 507                                              |
| 1905 | 1905                                             |                                                  | 459                                              | 459                                              |
| 1910 | 1910                                             |                                                  | 468                                              | 468                                              |
| 1925 | 1925                                             |                                                  | 499                                              | 499                                              |
| 1939 | 1939                                             |                                                  | 511                                              | 511                                              |
| 1946 | 1946                                             |                                                  | 792                                              | 792                                              |
| 1950 | 1950                                             |                                                  | 740                                              | 740                                              |
| 1956 | 1956                                             |                                                  | 640                                              | 640                                              |
| 1961 | 1961                                             |                                                  | 709                                              | 709                                              |
| 1967 | 1967                                             |                                                  | 831                                              | 831                                              |
| 1970 | 1970                                             |                                                  | 871                                              | 871                                              |
| 1980 | 1980                                             |                                                  | ?                                                | ?                                                |
| 1990 | 1990                                             |                                                  | ?                                                | ?                                                |
| 2000 | 2000                                             |                                                  | ?                                                | ?                                                |
| 2011 | 2011                                             |                                                  | 1.311                                            | 1.311                                            |
| 2015 | 2015                                             |                                                  | 1.363                                            | 1.363                                            |
| 2023 | 2023                                             |                                                  | 1.544                                            | 1.544                                            |
| Datenquelle: Historisches Gemeindeverzeichnis für Hessen: Die Bevölkerung der Gemeinden 1834 bis 1967. Wiesbaden: Hessisches Statistisches Landesamt, 1968. Weitere Quellen: LAGIS; Zensus 2011; Gemeinde Fischbachtal: 2015; 2023 |                                                  |                                                  |                                                  |                                                  |

### Historische Religionszugehörigkeit
| • 1829: | 420 lutheranische (= 99,76 %), einen reformierten (= 0,24 %) Einwohner |
| • 1961: | 605 evangelische (= 85,33 %), 96 katholische (= 13,54 %) Einwohner     |

## Politik
Für Niedernhausen besteht ein Ortsbezirk (Gebiete der ehemaligen Gemeinde Niedernhausen) mit Ortsbeirat und Ortsvorsteher nach der Hessischen Gemeindeordnung. Der Ortsbeirat besteht aus fünf Mitgliedern. Bei den Kommunalwahlen in Hessen 2021 betrug die Wahlbeteiligung zum Ortsbeirat 67,49 %. Dabei wurden gewählt: zwei Mitglieder der SPD und je ein Mitglied der CDU, des Bündnis 90/Die Grünen und der „Freien Wählergemeinschaft Fischbachtal“ (FWF). Der Ortsbeirat wählte Petra Messerschmidt (SPD) zur Ortsvorsteherin.

## Wappen und Flagge
Wappen

Blasonierung: „Auf blauem Schild eine silberne Kapelle mit roter Tür und roten Fenstern.“
Das Wappen wurde der Gemeinde Niedernhausen (Odw.) im damaligen Landkreis Dieburg am 6. Februar 1964 durch den Hessischen Innenminister genehmigt.
Gestaltet wurde es durch den Bad Nauheimer Heraldiker Heinz Ritt.
Es zeigt eine stilisierte Form der ehemaligen St. Jost-Kapelle, die früher im Wald östlich von Niedernhausen stand. Diese wurde aus einem Gerichtssiegel der Mark Waldhausen übernommen, zu der Niedernhausen früher gehörte.
Flagge
Die Flagge wurde gemeinsam mit dem Wappen am 6. Februar 1964 durch den hessischen Innenminister genehmigt und wird wie folgt beschrieben:
„Auf der breiten weißen Mittelbahn des rot-weiß-rot-gestreiften Flaggentuchs aufgelegt das Gemeindewappen.“

## Kultur und Sehenswürdigkeiten

### Regelmäßige Veranstaltungen
- Juli: Linnebenk-Fest[29]
- September: Kerb[30]

### Kulturdenkmäler
Siehe Liste der Kulturdenkmäler in Fischbachtal-Niedernhausen

### Natur und Schutzgebiete
In den Gemarkungen von Billings und Niedernhausen ist die Talaue von Fischbach und Messbach als Natura2000-Gebiet „Herrensee von Niedernhausen“ (FFH-Gebiet 6218-305) geschützt.
Große Teile der Waldgebiete in der Gemarkung Niedernhausen gehören zum Natura2000-Gebiet „Buchenwälder des Vorderen Odenwaldes“ (FFH-Gebiet 6218-302).

## Wirtschaft und Infrastruktur
Für den überörtlichen Verkehr wird Niedernhausen durch die Landesstraße L 3102 erschlossen, die nördlich des Ortes vor Groß-Bieberau von der L 3106 abzweigt, sich in der Ortsdurchfahrt Darmstädter Straße und Lindenstraße nennt und den oberen Teil des Fischbachtals begleitet. Von dieser Straße zweigen zwei Kreisstraßen nach Süden ab: in der Ortsmitte die Nonroder Straße als K 73 und südlich der Ortslage die K 72 nach Meßbach.
Am nordwestlichen Waldrand liegt ein Campingplatz. Dort befindet sich auch das gemeindeeigene Naturschwimmbad „Odenwaldidyll“, dieses ist verpachtet.
Im Ort gibt es die Heuneburg-Grundschule, ein Bürgerhaus und einen Kindergarten.